# Gynoplistia alpigena
Gynoplistia alpigena là một loài ruồi trong họ Limoniidae. Chúng phân bố ở miền Australasia.